# Tyrone Washington
Tyrone Washington (nascido em 1944) é um saxofonista norte-americano.
Ele é mais conhecido por seu álbum de estreia, Natural Essence, de 1967 pela Blue Note Records. Washington não gravou mais após 1974 e Ken Dryden especula "... seu nome não aparece no jazz enciclopédico, então se quer saber se ele morreu prematuramente ou abandonou a música por algum outro motivo", enquanto Jason Sositko comenta: "Nem um pedaço inteiro de muito se sabe sobre este saxofonista, aparentemente, ele deixou o mundo da música inteiramente por sua fé religiosa".

## Discografia

### Como líder
- 1967: Natural Essence (Blue Note)
- 1973: Roots (Perception Records, com Stafford James, Clifford Barbaro Barconadhi, Hubert Eaves III)
- 1974: Do Right (Blue Labor, com Hubert Eaves III, Billy Nichols, René McLean, Idris Muhammad)

### Como sideman
Com Stanley Cowell
- Brilliant Circles (Freedom Records, 1969)

Com Roswell Rudd
- Blown Bone (Philips Records, 1976)

Com Horace Silver
- The Jody Grind (Blue Note, 1966)

Com Heiner Stadler
- Brains on Fire (Labor, 1973)

Com Larry Young
- Contrasts (Blue Note, 1967)